# Pablo Pineda
Pablo Pineda (Málaga, 1974) is een Spaanse acteur. Hij ontving in 2009 The Silver Shell Award op het Internationaal filmfestival van San Sebastian voor zijn rol in de film Yo, también. In deze film speelt hij de rol van de eerste man met het syndroom van Down die een universitaire graad heeft. 
Pineda woont in Málaga en werkt daar als leraar. Hij is afgestudeerd in de richting opvoedingspsychologie. Hij was de eerste student met het syndroom van Down die een universitaire graad behaalde. Hij wil carrière maken in zijn vak, niet in de filmindustrie.
- Biblioteca Nacional de España: XX5024169
- Bibliothèque nationale de France: cb167457663 (data)
- Gemeinsame Normdatei: 142792241
- International Standard Name Identifier: 0000 0001 0807 6825
- Library of Congress Control Number: no2013037726
- Nederlandse Thesaurus van Auteursnamen: 330361309
- Système universitaire de documentation: 156208040
- Virtual International Authority File: 160171105
- WorldCat: E39PBJwRRWfkrv48MpxpKR7GpP